# كود المنصات
كود المنصات هو نظام تصميم موحد مفتوح المصدر للمملكة العربية السعودية، طورته هيئة الحكومة الرقمية وشركة عزم إكس وأعلن عن إطلاقه رسميًا في 17 نوفمبر 2024 ويهدف إلى توحيد تجربة المستخدم في كافة المواقع والمنصات الحكومية السعودية.

## نظرة عامة
يعد نظام التصميم الموحد للمملكة العربية السعودية (كود المنصات) المرجع الوطني لتصميم وتطوير واجهات المنصات الحكومية في المملكة بهدف توحيدها بما يضمن تقديم تجربة رقمية متسقة وشاملة، وذكر معالي محافظ هيئة الحكومة الرقمية المهندس أحمد الصويان، أنَّ "كود المنصات" يتميز بمواءمته مع معايير المؤشرات الرقمية المحلية والدولية، وهو أحد المبادرات النوعية الداعمة لتحقيق تحول رقمي شامل في كافة الجهات الحكومية.

## نظام التصميم
يعبر نظام تصميم كود المنصات عن الهوية الموحدة ويحتوي على دليل وإرشادات، وقصاصات شفرة برمجية (Code snippet) وقوالب أصول تصميم (Design Assets) تستخدم كل من رياكت وفيجما.
يشمل نظام التصميم على أكثر من 33 مكون لحلول المستخدم، و4,650 متغير لتجربة المستخدم، و 100 نمط يتماشى مع دليل الهوية الرسمية.

## شهادة تطبيق كود المنصات
أطلقت هيئة الحكومة الرقمية شهادة تطبيق كود المنصات للجهات الممتثلة لقواعد ومعايير كود المنصات وقد حصلت عدة جهات على شهادة تطبيق كود المنصات:
- صندوق التنمية العقاري السعودي[5]
- صندوق تنمية الموارد البشرية[6]
- الهيئة العامة للإحصاء
- جامعة بيشة